# 青空遊歩
青空 遊歩（あおぞら ゆうほ、1958年2月2日 - ）は神奈川県横浜市出身の漫談家、司会者である。

## プロフィール
- 1975年、青空うれしに師事。

以後、アイドルから演歌歌手による歌謡ショーの司会を中心に活動。
- 漫談でお笑いコーナーもつくれる、硬軟自在の司会者である。（渚ゆう子、柏原芳恵、尾形大作、島倉千代子、天童よしみらの専属をつとめる）
- 漫談のステージでは、テレビ主題歌やヒット曲に語りをのせて笑いを誘うスタイルから『お笑い・吟遊詩人』と呼ばれている。
- ラジオのパーソナリティー、希にテレビのレポーター、アニメの吹き替えなどもしている。
- 歴史散歩家、タクシー評論家も自称している。
- 東京演芸協会会員。